# سهمگین‌مرغ‌سانان
سهمگین‌مرغ‌سانان (به لاتین: Gastornithiformes) یک راسته منقرض‌شده از غازماکیان‌مانان غول‌پیکر بی‌پرواز با فسیل‌های یافت‌شده در آمریکای شمالی، اوراسیا و احتمالاً استرالیا بودند. اعضای سهمگین‌مرغان Gastornithidae برای مدت طولانی به عنوان بخشی از راسته کلنگ‌سانان در نظر گرفته می‌شدند. با این حال، مفهوم سنتی کلنگ‌سانان از آن زمان به عنوان یک گروه‌بندی غیرطبیعی نشان داده شده‌است.
در آغاز اواخر دهه ۱۹۸۰ میلادی و نخستین تجزیه و تحلیل تبارشناختی از روابط سهمگین‌مرغان (gastornithid)، اجماعی آغاز شد که آن‌ها بستگان نزدیک از اصل و نسب پرندگانی هستند که شامل پرندگان آبزی و فریادکش‌ها از راسته غازسانان است. با تشخیص رابطه نزدیک آشکار بین سهمگین‌مرغ و پرندگان آبزی، برخی پژوهشگران حتی آن‌ها را در خود گروه غازسانان طبقه‌بندی می‌کنند. برخی دیگر نام غازسانان را تنها به گروه تاجی که توسط همه گونه‌های امروزی تشکیل می‌شود، محدود می‌کنند و گروه بزرگ‌تر را شامل خویشاوندان منقرض شده غازسانان در کلاد دندان‌واره‌غازسانان می‌نامند (که این مقاله و صفحات مرتبط آن را پذیرفته‌اند). در حالی که این راسته به‌طور کلی تک‌نماد در نظر گرفته می‌شود، یک مقاله ۲۰۱۷ مربوط به فرگشت و تبارشناختی از مرغان غول‌پیکری که توسط ورثی و همکارانش دریافت شد که از یافته تبارشناختی آرایه خواهری mihirungs (راهوارمرغان) با سهمگین‌مرغان پشتیبانی می‌کند.
راهوارمرغان (mihirungs) همچنین خانواده دیگری از پرندگان غول‌پیکر بدون پرواز هستند که به عنوان غازریختان یا به عنوان غازسانان تاج نزدیک به فریادکش‌ها یا آرایه خواهر در غازسانان طبقه‌بندی شده‌اند. ورثی و همکاران (۲۰۱۷) چندین آرایه جدید و ویژگی‌های آن‌ها را در ماتریس‌های موجود غازماکیان‌مانان گنجاندند که منجر به چندین تبارشناسی شد که از این گروه‌بندی پشتیبانی کرد. نویسندگان خاطرنشان کردند که پشتیبانی بوت استرپ ضعیف است و یکی از تبارشناسی‌ها حتی سهمگین‌مرغ‌سانان را به تنه ماکیان‌سانان پیوند دادند. اینها نیز ضعیف پشتیبانی شدند. در زیر یک تبارشناسی ساده شده نشان می‌دهد که از تبارشناسی سهمگین‌مرغ‌سانان با غازریختان anserimorphs پشتیبانی می‌کند.
در مقاله‌ای در سال ۲۰۲۱ توسط آگنولین، سردهٔ آرژانتینی دهشت‌مرغ‌ها (Brontornis) از نهشته‌های میوسن، که معمولاً به‌عنوان یک دهشت‌مرغان در نظر گرفته می‌شود، دریافت شد که آرایه خواهری سهمگین‌مرغ‌سانان از mihirungs است.
|                   | †وگامرغان                                                                 |
|                   |                                                                           |
| Gastornithiformes | \| \| †سهمگین‌مرغان \| \| \| \| \| \| †راهوارمرغان (mihirungs) \| \| \| \| |
|                   | \| \| †سهمگین‌مرغان \| \| \| \| \| \| †راهوارمرغان (mihirungs) \| \| \| \| |
|                   | †سهمگین‌مرغان                                                              |
|                   |                                                                           |
|                   | †راهوارمرغان (mihirungs)                                                  |
|                   |                                                                           |

|  | †سهمگین‌مرغان             |
|  |                          |
|  | †راهوارمرغان (mihirungs) |
|  |                          |

|                   | †وگامرغان                                                                 |
|                   |                                                                           |
| Gastornithiformes | \| \| †سهمگین‌مرغان \| \| \| \| \| \| †راهوارمرغان (mihirungs) \| \| \| \| |
|                   | \| \| †سهمگین‌مرغان \| \| \| \| \| \| †راهوارمرغان (mihirungs) \| \| \| \| |
|                   | †سهمگین‌مرغان                                                              |
|                   |                                                                           |
|                   | †راهوارمرغان (mihirungs)                                                  |
|                   |                                                                           |

|  | †سهمگین‌مرغان             |
|  |                          |
|  | †راهوارمرغان (mihirungs) |
|  |                          |